# I Airborne Corps
I Airborne Corps var en luftburen armékår som sattes upp av den brittiska armén under andra världskriget. Tillsammans med den amerikanska XVIII Airborne Corps var den en del av den gemensamma First Allied Airborne Army.

## Historia
I Airborne Corps sattes upp 1943 med generallöjtnant Frederick Browning som kårchef, som samlade de båda flygburna divisionerna 1st Airborne Division och 6th Airborne Division under en dedikerad armékår. I augusti 1944 blev kåren en del av First Allied Airborne Army, tillsammans med XVIII Airborne Corps.
Senare under kriget tillfördes kåren flera förband så som 1st Special Air Service Brigade,  1:a polska fallskärmsbrigaden och 52nd (Lowland) Infantry Division en lufttransportabel division. Inför operation Market Garden i september 1944 tillfördes kåren de amerikanska divisionerna 82nd Airborne Division och 101st Airborne Division. Generallöjtnant Richard Gale, som tidigare hade fört befäl över 6th Airborne Division under slaget vid Normandie, tog befälet över kåren i december 1944.